# Radykał Jacobsona
Radykał Jacobsona – ideał obustronny {\displaystyle J(R)} pierścienia {\displaystyle R} będący zbiorem takich elementów {\displaystyle r} pierścienia, że dla każdego elementu {\displaystyle x} z pierścienia {\displaystyle R} istnieje element {\displaystyle y} taki, że spełniona jest równość
{\displaystyle xr+y+xry=rx+y+yrx=0.}
Jeśli {\displaystyle R} jest pierścieniem z jedynką, to powyższy warunek redukuje się do następującego:
{\displaystyle (1+xr)(1+y)=1=(1+y)(1+rx).}
W tym wypadku {\displaystyle J(R)} jest przekrojem wszystkich maksymalnych ideałów lewostronnnych (prawostronnych) i jest różny od całego pierścienia {\displaystyle R.} Definicja tego ideału została wprowadzona w 1945 roku przez Nathana Jacobsona.